# Ian Stephens
Ian Melville Stephens (ur. 1903 w Londynie, zm. 28 marca 1984) – brytyjski dziennikarz, redaktor indyjskiej gazety The Statesman (która wtedy należała do Brytyjczyków) w Kolkacie w latach 1942–1951. Stał się znany za sprawą swoich niezależnych reportaży podczas brytyjskich rządów w Indiach, a w szczególności z decyzji o opublikowaniu w sierpniu 1943 zdjęć z klęski głodu w Bengalu w 1943 roku, która pochłonęła od 1,5  do 3 milionów istnień ludzkich. Publikacja zdjęć, wraz z artykułami redakcyjnymi Stephensa, pomogła położyć kres klęsce głodu, przekonując rząd brytyjski do dostarczenia odpowiedniej pomocy ofiarom. 
Kiedy Stephens zmarł, Amartya Sen napisał w liście do The Times: „Na subkontynencie, na którym Ian Stephens spędził znaczną część swojego życia, jest on pamiętany nie tylko jako świetny redaktor (o sympatycznych, choć nieco ekscentrycznych manierach), ale także jako ktoś, czyja ciężko wywalczona kampania prawdopodobnie uratowała życie setkom tysięcy ludzi”.

## Wczesne życie i edukacja
Ian urodził się w Londynie jako pierwszy syn Euphemii Elizabeth Cornwall i Johna Alexandra Melville'a Stephensów. Stephens wychowywał się wraz z młodszym bratem, D'Arcy Melville'em Stephensem w Fleet w hrabstwie Hampshire, gdzie rodzina mieszkała z kilkoma służącymi. Jego ojciec pracował w przemyśle herbacianym; w 1911 roku opisał swój zawód jako emerytowany "plantator herbaty". Rodzina ze strony matki miała silne powiązania wojskowe i indyjskie: dziadek Stephensa ze strony matki, Charles Glasfurd, był zastępcą komisarza w prowincjach centralnych w Indiach Brytyjskich, a jego pradziadek był generałem majorem Johnem Glasfurdem w Armii Bengalskiej.
Po uczęszczaniu do college'u w Winchester, Stephen otrzymał stypendium edukacyjne w King’s College w 1921 roku, gdzie ukończył z wyróżnieniem pierwszą klasę nauk przyrodniczych i historii. W 1929 roku D'Arcy Stephens poślubił Isobel McGowan, córkę Harry'ego McGowana, prezesa Imperial Chemical Industries; Ian był drużbą na ślubie. D'Arcy zmarł w listopadzie 1942 roku na HMS Ibis.

## Kariera

### Przeprowadzka do Indii
Po ukończeniu Cambridge, Stephens pracował dla londyńskiego metra i jako prywatny sekretarz Ernesta Debenhama. W 1930 roku dołączył do Biura Informacji Publicznej w Delhi w Indiach, a w latach 1932–1937 pracował jako jego dyrektor. Następnie przeniósł się do redakcji gazety The Statesman; był zatrudniony jako asystent redaktora, a następnie (w 1942 roku) jako redaktor, zastępując Arthura Moore'a. Według jego nekrologu w The Times, dla którego również pisał, wykazał się „niezależnym osądem i szeroką wiedzą zdobytą podczas podróży”, a także „talentem do tworzenia opisów”.

### Fotografie klęski głodu

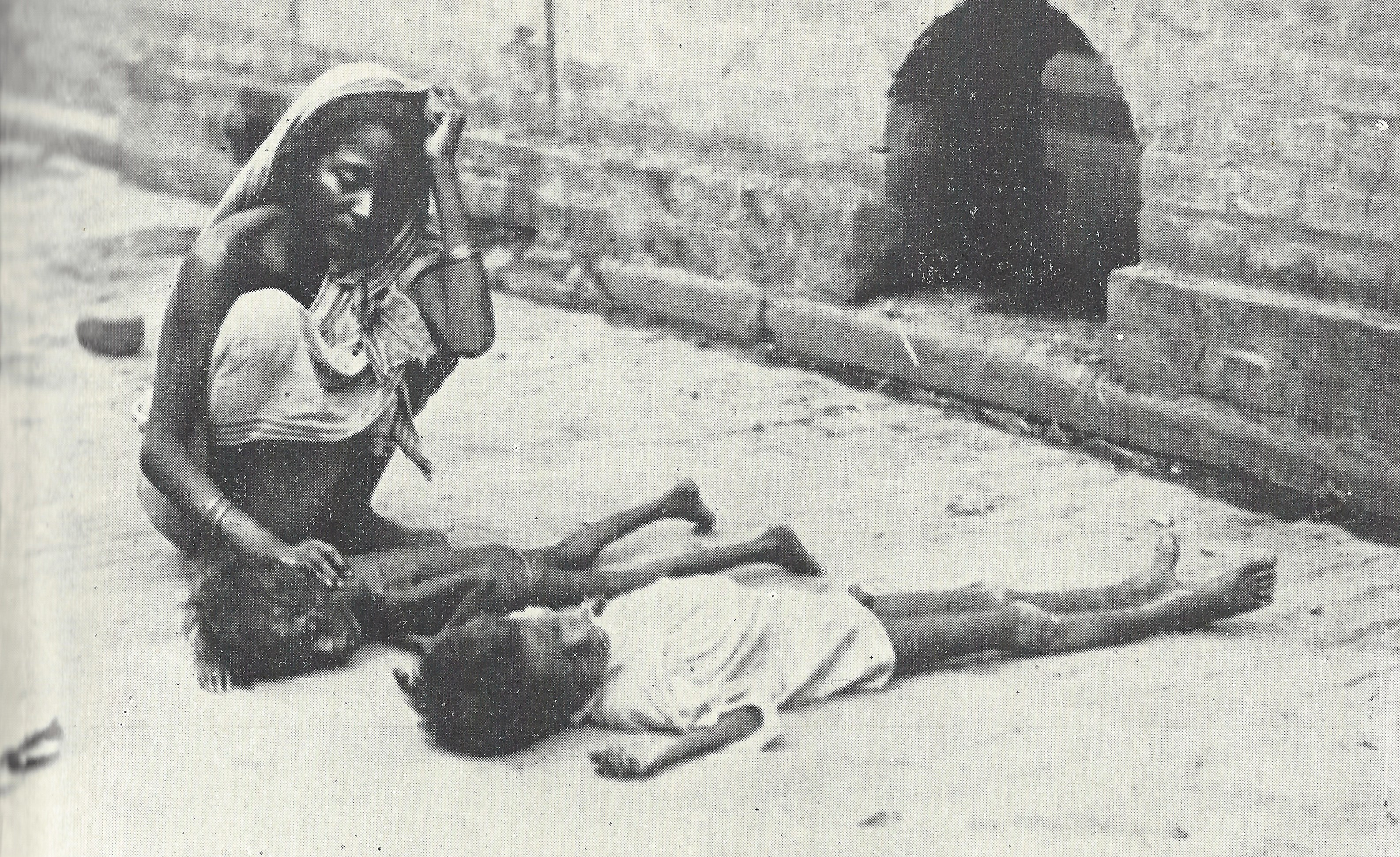
Fotografia opublikowana przez Stephensa w The Statesman 22 sierpnia 1943 roku

Kiedy w 1943 roku Bengalowi zagroziła klęska głodu, brytyjski rząd bagatelizował sytuację, mówiąc raczej o niedoborach żywności niż głodzie; Leo Amery, brytyjski sekretarz stanu ds. Indii wydawał się nie wierzyć, że propaganda może zapobiec kryzysowi, zniechęcając do gromadzenia zapasów. Jak pisał Cormac Ó Gráda, przez wiele miesięcy Stephens i The Statesman stosowali się do tego, „trzymając się oficjalnej linii, ganiąc lokalnych handlowców i producentów, chwaląc ministerialne wysiłki”. Odnoszenie się do sytuacji jako „głodu” było zabronione na mocy "przepisów nadzwyczajnych”, a wszystko co „uznano za szkodliwe dla działań wojennych”, było ograniczane.
Od sierpnia 1943 roku, Stephens rozpoczął „nieustanną walkę przez osiem tygodni”, aby pokazać swoim miejskim czytelnikom w Kalkucie, że naprawdę trwa klęska głodu. Fotografie nie były objęte przepisami stanu wyjątkowego, więc Stephens wysłał fotografów, aby zrobili zdjęcia ofiar. Ich publikacja została powszechnie uznana za „wyjątkowy akt dziennikarskiej odwagi i sumienności”; według historyka Janama Mukherjee, bez jego zaangażowania „z pewnością zginęłoby o wiele więcej osób".
Niektóre z fotografii Stephens uznał za „całkowicie nienadające się do publikacji”, ale kilka innych opublikował w niedzielę 22 sierpnia 1943 roku. W następną niedzielę, 29 sierpnia, Stephens opublikował więcej zdjęć i artykuł redakcyjny „Hańba całych Indii”. Napisał w nim, iż w samej Kalkucie „mnóstwo osób upadających z niedożywienia jest codziennie zabieranych z ulic”, dodając: „Odnotowano 143 zgony z powodu głodu w szpitalach w okresie od 16 do 29 sierpnia; wiadomo, że 155 martwych ciał zostało usuniętych z publicznych ulic przez nowy oddział władz, zajmujący się usuwaniem zwłok, w ciągu dziesięciu dni kończących się 24 sierpnia.” Sytuacja była znacznie gorsza na obszarach wiejskich. Według historyka Zareera Masaniego, Stephens miał wizytówkę z czterema zdjęciami ofiar wydrukowanymi po jednej stronie. „Pojechał pociągiem do Delhi z trzystoma takimi kartami i upewnił się, że każdy wyższy urzędnik państwowy otrzymał od niego ten symbol”. Kiedy Stephens ponownie odwiedził Kalkutę w 1975 roku część starszego społeczeństwa, która go rozpozała, dziękowała mu na ulicy. O takim zachowaniu miejscowych pisał m.in. Masani: „Czy to ty jesteś Ian Stephens, redaktor? Dziękuje za to, co zrobiłeś dla Bengalu!”.

### Powrót do Anglii
Stephens zrezygnował z pracy w The Statesman w 1951 roku po tym, jak nie zgodził się z indyjskim rządem w sprawie jego polityki w Kaszmirze. Spędził czas w Kaszmirze i Pakistanie, a następnie wrócił do Anglii i otrzymał sześcioletnie stypendium w King's College w Cambridge, które wykorzystał do napisania książki o swoich podróżach: Horned Moon, wydanej w 1953 roku.